# Euxestus erithacus
Euxestus erithacus is een keversoort uit de familie dwerghoutkevers (Cerylonidae). De wetenschappelijke naam van de soort werd in 1863 gepubliceerd door Louis Alexandre Auguste Chevrolat.